# Elg
Elgen (Alces alces) eller elsdyret er en stor hjort, som er udbredt i Sverige, Norge, Finland, de baltiske lande, det nordlige og mellemste Rusland, gennem Sibirien og helt ud til Stillehavet. I Nordamerika lever der elge i Canada og Alaska og et stykke ned i USA til Rocky Mountains. På verdensplan er populationen på et par millioner individer, hvoraf Canada og Rusland hver har cirka en tredjedel.

## Højde og vægt
Elgen kan veje 500-700 kilo med en længde på omkring tre meter og en højde på godt to meter over skuldrene. Til trods for sin størrelse er elgen en god svømmer, da dens pels består af hule hår, hvilket giver en stor opdrift. Elge kan dykke ned til 5-6 meters dybde for at græsse på vandplanter i søer.

## Føde
Elgen har svært ved at hente føde på jorden. Dens hals er alt for kort, og den må skræve for at nå ned til jorden. Derfor spiser den ofte blade fra træerne. Dette kan man se i skovene, hvor den færdes: I en højde af to meter over jorden, kan der været gnavet en krans rundt om træerne, en såkaldt elgkrans. Den kan spise op til 10 kilo kviste om dagen.
Om sommeren kan en elg indtage op til 25-30 kg frisk plantemateriale om dagen, mens indtaget om vinteren er væsentligt mindre og ligger på 6-10 kg. Elge afbider skud og kviste med op til en diameter på 10 mm og kan foretage op til 3.000 bid pr. dag for at få maven fyldt.
Elgens korte hals i forhold til de lange ben betyder, at det er vanskeligt at græsse på kort plantevækst. Græsvegetationen udgør derfor kun en begrænset del af føden, mens dværgbuske som hedelyng kan være en væsentlig del af elgens vinterføde.

## Livscyklus
Når elgen er i brunst fra september til november, skraber elgtyren furer i jorden, som den urinerer i, hvorefter den vælter sig rundt i sølet. Efter således at have gjort sig lækker finder den en elgko, som den besvangrer. Koen er drægtig i 8 måneder, og føder en-to unger.
Elgen kan blive 8-25 år.
Forskere har observeret, at drægtige elgkøer fra Yellowstone National Park ofte søger tættere mod områder, hvor der bor mennesker, for at undgå bjørne.

## Elge i Danmark
I Danmark var der – indtil 2016 – ingen fast bestand af elge. De menes at være forsvundet i den yngre stenalder for omkring 4500 år siden. Der har dog været flere senere tilfælde, hvor individer har svømmet over Øresund fra Sverige, og derefter levet for en periode på Sjælland. Tilbage i 1933 var der en elg i Gribskov, hvor den levede til sin død 18 år senere, i 1951. I 1956 svømmede en ung elgtyr ud fra Helsingborg mod Danmark, men inden den nåede over Øresund blev den træt, opgav og svømmede tilbage til Sverige, hvor den kom på dyrehospital. Andre tilfælde hvor individer kom til Sjælland var i 1946, 1972, 1984 og 1986. I 1999 levede en elg i Nordsjælland et halvt års tid, indtil den blev dræbt i sammenstødet med et tog. I 2018 blev en hun filmet ved Helsinge.
I 2016 blev fem elgkalve fra Sverige udsat i Lille Vildmose i Himmerland som et led i naturpleje af området og for at skabe mere variation. Udsætningen af de første fem elge foregik som et samarbejde mellem Aalborg Kommune og Aage V. Jensen Naturfond. I 2017 flyttede yderligere fem svenske elge ind i Lille Vildmose, som er Danmarks største fredede landområde. I 2020 var bestanden vokset til omkring 25 elge.

## Elgjagt i Sverige
Jagtsæsonen starter den anden mandag i oktober, og hvert område har sin kvote af elge, der må skydes. Der nedlægges knap 100.000 elge i Sverige hvert år. I 1994 blev det til 94.000, mens man i 1982 nedlagde 174.741. Nord for Vänern og Vättern går elgjagten allerede ind den første mandag i september.

## Elgen i andre lande
Elgen findes afbildet på flere tusind år gamle spanske hulemalerier og på skandinaviske helleristninger.